# Sullivan Ridge
Sullivan Ridge är en bergstopp i Antarktis. Den ligger i Östantarktis. Nya Zeeland gör anspråk på området. Toppen på Sullivan Ridge är 1 802 meter över havet.
Terrängen runt Sullivan Ridge är huvudsakligen kuperad, men söderut är den bergig. Trakten är obefolkad. Det finns inga samhällen i närheten.